# Przyłbica rogata
Przyłbica rogata (Cassis cornuta) – gatunek dużego, drapieżnego ślimaka przodoskrzelnego z rodziny Cassidae, jeden z największych gatunków ślimaków. Gatunek typowy rodzaju Cassis. Zamieszkuje płytki litoral raf koralowych Indopacyfiku. Jest gatunkiem pospolitym, jednak nie występuje licznie. Gatunek rozdzielnopłciowy, jajorodny, z planktoniczną larwą. Ma znaczenie gospodarcze – poławiany w celach konsumpcyjnych oraz dla muszli, które są sprzedawane jako pamiątki turystyczne i wykorzystywane jako materiał dekoracyjny. Może mieć duże znaczenie ekologiczne jako jeden z gatunków, który odżywia się niszczącą koralowce koroną cierniową. W związku z intensywną eksploatacją na niektórych obszarach objęty ochroną.

## Systematyka
Gatunek opisany w 1758 roku przez Linneusza w 10. wydaniu „Systema Naturae” jako Buccinum cornutum. Linneusz w opisie błędnie podał, że opisywany przezeń okaz pochodził z Ameryki (in America) . W rodzaju Cassis umieszczony przez Scopolego w 1777 roku, w 1909 roku wyznaczony przez Dalla na gatunek typowy tego rodzaju. Gatunek klasyfikowany w obrębie rodziny Cassidae.
Wielu autorów podaje, że okaz typowy, opisywany przez Linneusza nie zachował się . Niektórzy malakolodzy sugerowali, że syntypem może być okaz UPSZTY 944 z kolekcji królowej Ulryki, przekazanej Uniwersytetowi w Uppsali przez króla Gustawa IV Adolfa. Ponieważ okazało się, że Linneusz przez wiele lat wykorzystywał okazy z kolekcji królowej Ulryki jako materiał do badań, w związku z czym wiele z nich jest zapewne syntypami opisywanych przezeń taksonów, a sam okaz UPSZTY 944 jest młodocianym osobnikiem C. cornuta, uznano go za lektotyp Buccinum cornutum L., 1758.

### Taksonomia
Epitet gatunkowy odnosi się do charakterystycznych guzowatych „rogów” na muszli (łac. cornutus – rogaty). W piśmiennictwie polskojęzycznym gatunek znany jest pod nazwą: przyłbica rogata, będącą tłumaczeniem nazwy naukowej .

## Cechy morfologiczne i anatomiczne

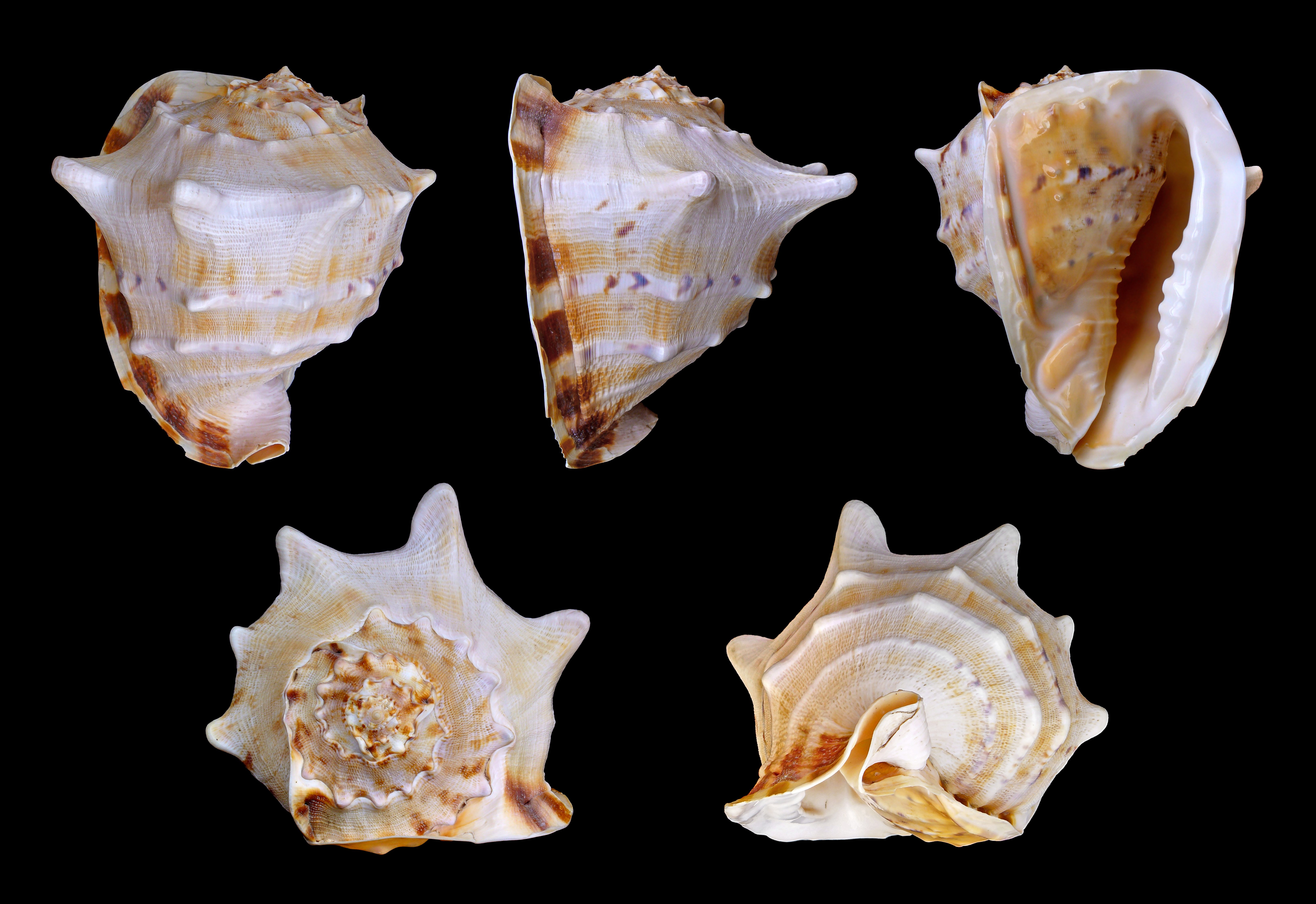
Muszla przyłbicy rogatej – w ujęciach pod różnymi kątami.

Największy przedstawiciel rodzaju Cassis  i jeden z największych gatunków ślimaków . Muszla kulista, bardzo duża i masywna. Wysokość muszli u osobników dorosłych od 175 do 348 mm . Muszle osiągać mogą do 387–390 mm . Osobniki z Polinezji Francuskiej mniejsze (wysokość: 155 mm) niż te z zachodniego Pacyfiku (do 390 mm). Średnia wysokość muszli w populacji zasiedlającej archipelag Tubbataha (Filipiny) wynosiła średnio 221 mm, a średnia świeża masa osobnika – 2,27 kg. Największe osobniki z tej populacji miały masę 3,75 kg przy wysokości muszli 263 mm. Skrętka jest bardzo niska. Na ostatnim skręcie trzy wyraźne, spiralne rzędy zgrubień z guzami (rogami)  , największe z nich są na wieńcu, w górnej części muszli . Osobniki dorosłe w najwyższym rzędzie mają 5–7 długich lub krótkich, zaokrąglonych lub zaostrzonych guzków (rogów). Dwa rzędy położone niżej mają po 3–4 mniejsze guzy. Dodatkowo niekiedy występuje czwarty, spiralny rząd guzów przy podstawie muszli . Cechą charakterystyczną jest wyraźne, gęste młotkowanie (siatkowate urzeźbienie – według Abbotta przypominające plaster pszczeli) na powierzchni muszli. Zewnętrzna powierzchnia muszli kremowa , szarawa lub biaława, z brązowymi smugami i plamkami .
Duża, owalna płyta parietalna, barwy żółtawo- lub brązowawopomarańczowa, z dwoma plamkowanymi, spiralnymi zgrubieniami w części centralnej na powierzchni . Wysokość płyty parietalnej u dorosłych większa niż wysokość muszli. Warga zewnętrzna gruba, szeroka, z 5–7 białawymi zębami na środkowym wewnętrznym brzegu. Na zewnętrznej powierzchni wargi zwykle 7 szerokich, brązowych plamek . W trakcie wzrostu osobnika nowa warga zewnętrzna jest rozbudowywana po przyrośnięciu skrętu o 270 stopni w stosunku do poprzedniej wargi. Protokoncha z 2 ½ wąskimi skrętami, biaława, gładka z brązowawym szwem na pierwszym skręcie . Wrzeciono pomarańczowe , z 8–11 słabo wyodrębnionymi, białawymi listewkami w dolnej połowie. Dołek osiowy zakryty. Czasami w przestrzeni dołka bywają uwięzione kawałki koralowców, skał, lub kawałki muszli, które grzechoczą przy potrząsaniu muszlą . Zaznacza się międzyosobnicza zmienność morfologii muszli, jeśli chodzi o liczbę guzów, kształt płyty parietalnej i kolorystykę .
Osobniki młodociane – poniżej 60 mm. Na wrzecionie posiadają 14 krótkich, małych listewek. Warga zewnętrzna na całej swej długości ma 10–12 małych zębów. Ostatni skręt z brązowymi plamkami na powierzchni i młotkowaniem . Kanał syfonu długi, mocno wygięty ku górze i słabo skręcony.
Wieczko chitynowe, brązowe, owalne, wydłużone w jednej osi. Długość wieczka jest mniejsza niż ¼ wysokości otworu muszli . Radula jest w typie Taenioglossa: z siedmioma zębami w rzędzie (jednym dużym zębem środkowym, flankowanym z każdej strony przez dwa zęby boczne i dwa zęby brzeżne) .
Charakterystyczną cechą jest obecność dużych gruczołów ślinowych, wypełniających większą część jamy ciała. Przednia para gruczołów jest niewielka, ma kształt fasolkowaty i beżowy kolor. Para gruczołów kwasowych jest znacznie większa, mają kolor zielonawy. Każdy składa się z 2–3 płatów. Gruczoły te produkują kwasy (w tym kwas siarkowy) ułatwiające przebijanie się przez wapienny pancerz ofiar . Gruczoły są otoczone masywnymi mięśniami, widocznymi jako bardzo duża masa bukalna, które funkcjonują jako aparat wyciskający wydzielinę gruczołów.

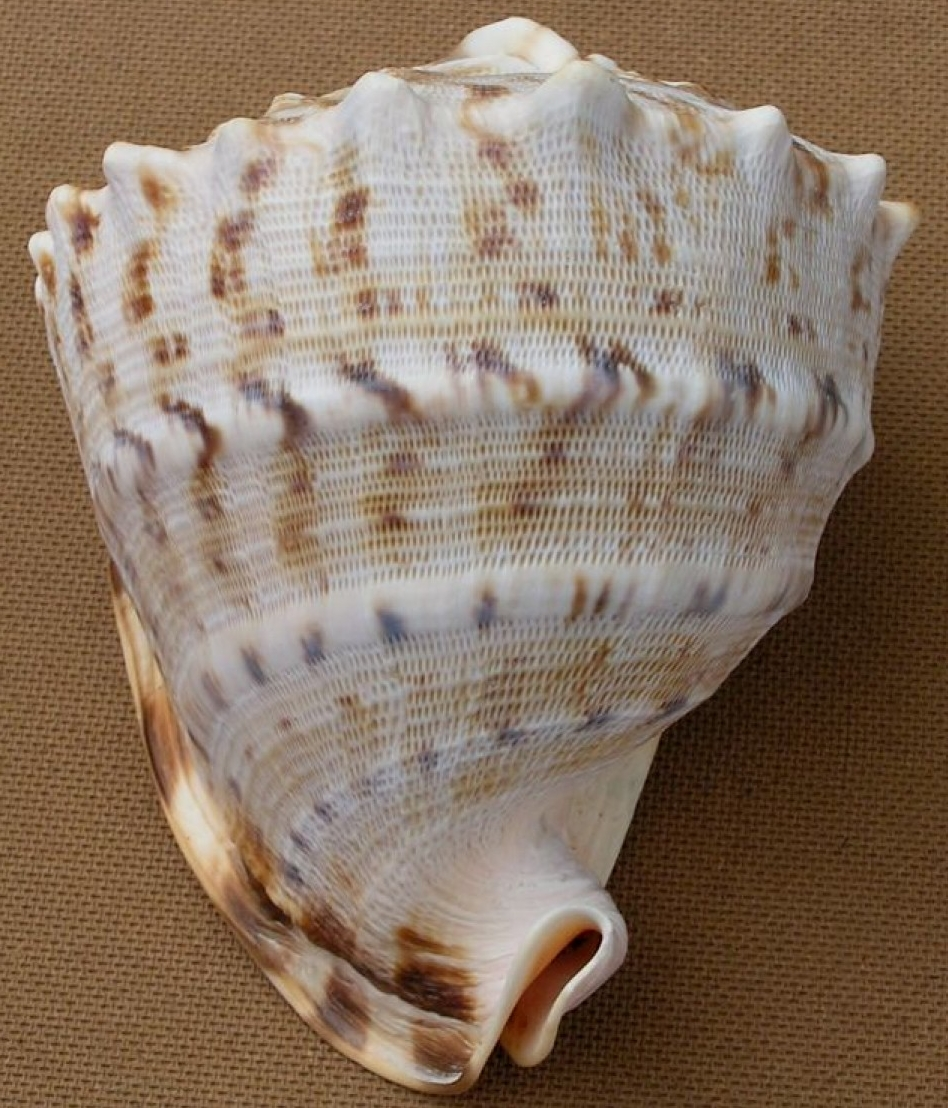
Muszla samicy przyłbicy rogatej – widoczne liczne i małe guzy na wieńcu muszli.

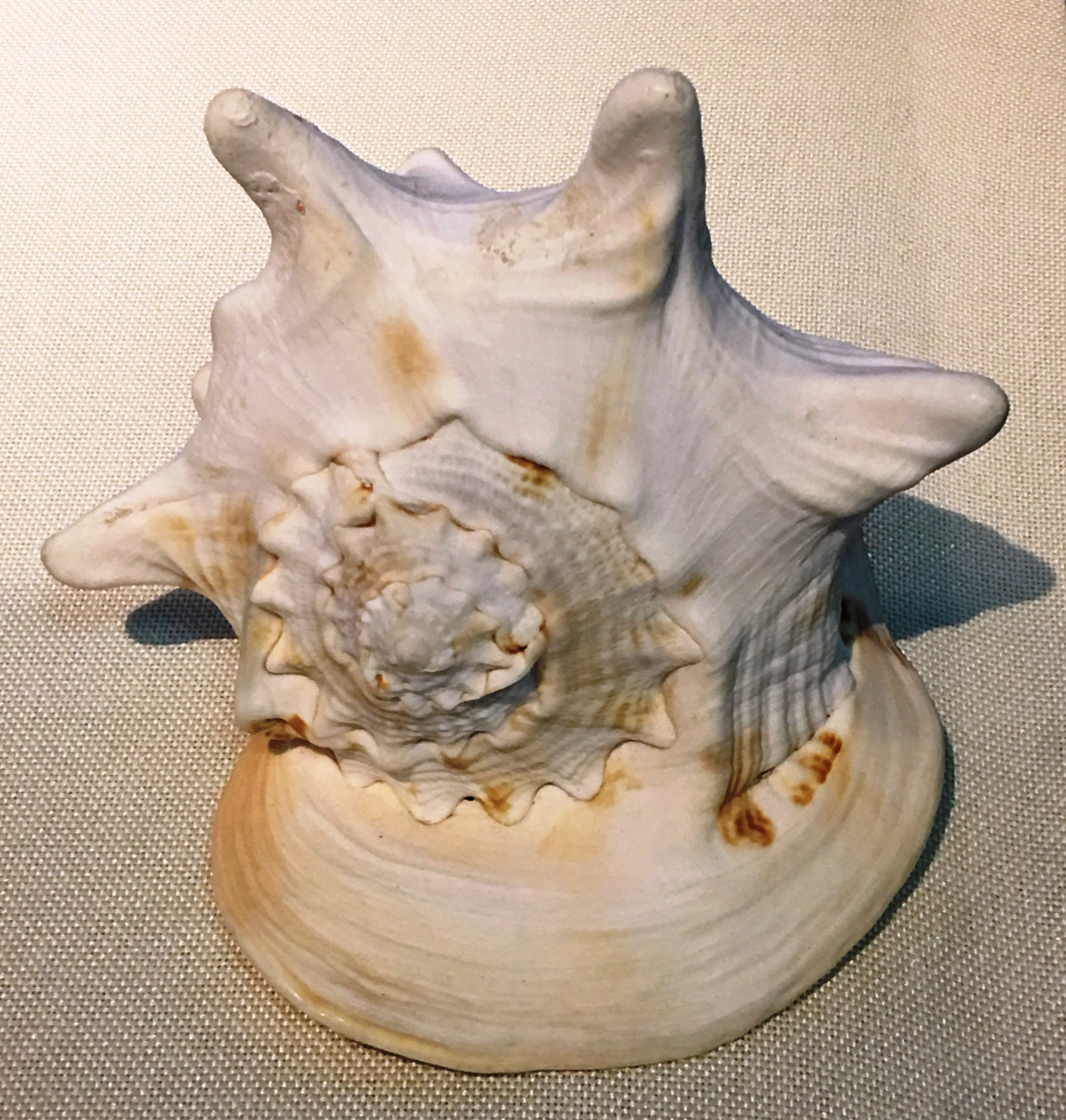
Muszla samca – widoczne duże i mniej liczne niż u samicy guzy na wieńcu muszli.

Występuje dymorfizm płciowy: samce są mniejsze niż samice, mają na brzegowym zgrubieniu spiralnym guzy większe, bardziej zaostrzone, i mniej liczne niż u samic.

## Występowanie
Gatunek indopacyficzny, występuje od wschodniej Afryki (wybrzeża Morza Czerwonego na północy i Madagaskaru na południu) po Hawaje i Polinezję (Tuamotu), od Japonii po Australię (do południowych wybrzeży stanu Queensland). Zasięg gatunku pokrywa się generalnie z zasięgiem raf koralowych na obszarze Indopacyfiku . Gatunek pospolity  lub bardzo pospolity  na całym obszarze występowania, jednak nie osiąga dużych zagęszczeń.

## Paleogeografia
Skamieniałości przedstawicieli gatunku znane są od górnego miocenu (Tjilanang; Jawa) .

## Biologia i ekologia

### Zajmowane siedliska
Przedstawiciele gatunku zasiedlają litoral raf koralowych, od głębokości 1 do 30 m , mogą też pozostawać w płytszej wodzie – odsłonięte podczas odpływu zagrzebują się w podłożu. Preferują podłoża piaszczyste, z rumoszem koralowym, także przestrzenie pomiędzy koloniami żywych koralowców . Osobniki mają tendencje do gromadzenia się w grupy .

### Oddychanie
Skrzelodyszny, oddycha tlenem rozpuszczonym w wodzie.

### Odżywianie

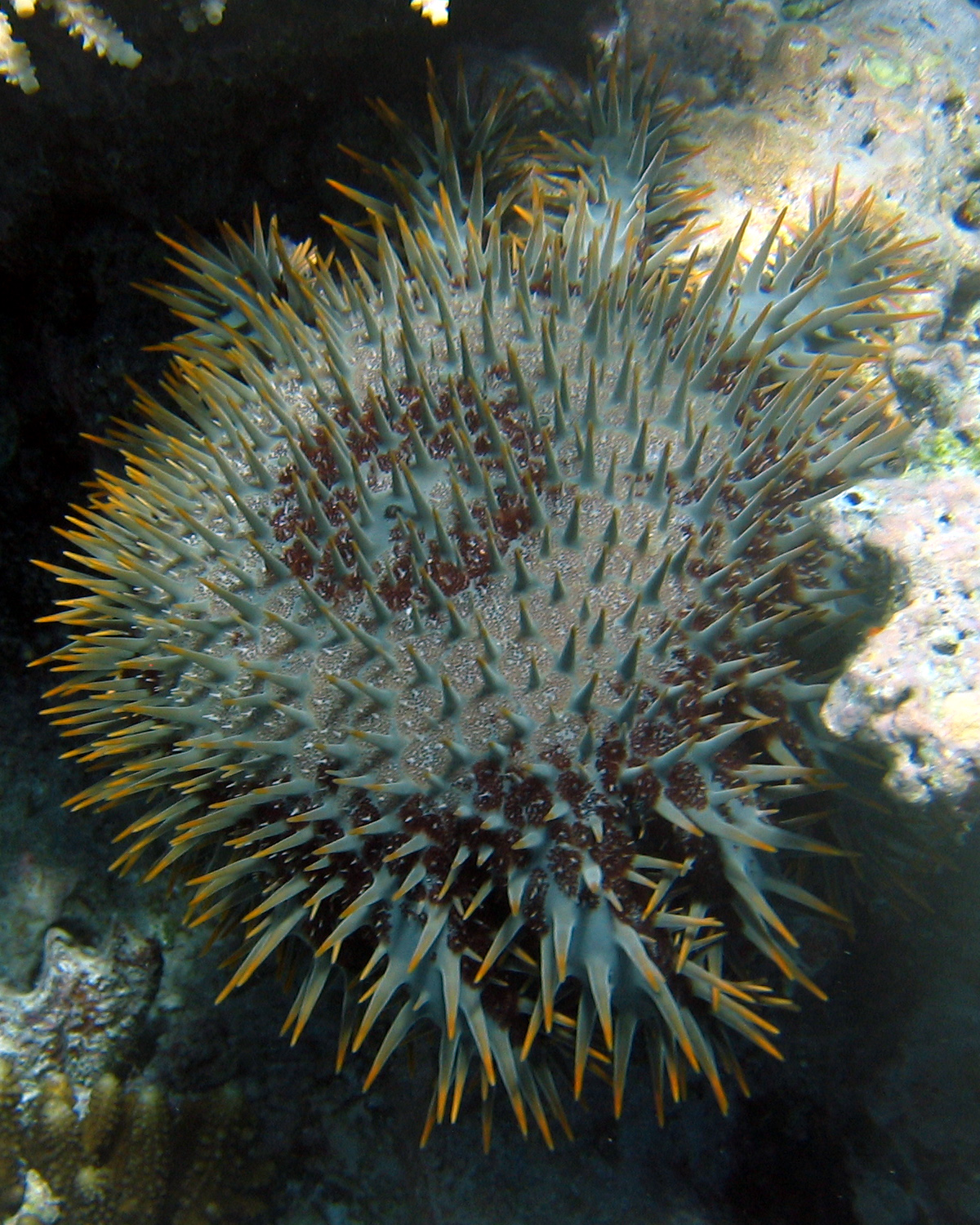
Przyłbice są jednym z niewielu gatunków, które odżywiają się koroną cierniową.

Drapieżniki, żerują na organizmach bentosowych. Żerują głównie nocą. Dzień często spędzają zagrzebane w osadach dennych. Głównym składnikiem pokarmu są jeżowce . C. cornuta to jeden z niewielu gatunków, który odżywia się rozgwiazdą koroną cierniową (Acanthaster planci) – gatunkiem niszczącym koralowce rafowe.

### Rozmnażanie
Gatunek rozdzielnopłciowy. Stosunek ilości osobników obydwu płci w populacjach wynosi 1:1. Gatunek jajorodny, jaja (w kapsułkach jajowych) są składane w rzędach, tworzących nieregularne masy, przyczepione do twardego podłoża. W jednym złożu jajowym może być do 230 kapsuł jajowych. Kapsułki jajowe mają kształt wydłużony, podobny do wazonu na kwiaty, i mają zbliżony do kwadratowego przekrój poprzeczny. Rozwój jest złożony, z jaj wylęga się planktoniczna larwa – weliger.

## Wykorzystanie
Muszle przyłbicy rogowej były wykorzystywane już w czasach prehistorycznych na terenie Mikronezji, Polinezji, Melanezji i południowo-wschodniej Azji do wyrobu ozdób i toporków. Autochtoniczna ludność Indopacyfiku używała muszli jako pojemników na płyny . Na wyspach, na których brakuje kamienia budowlanego, muszle były wykorzystywane jako materiał budulcowy oraz jako balast statków . Ślimaki są poławiane w celach konsumpcyjnych, ich muszle sprzedawane są turystom jako pamiątki, eksportowane jako dekoracje domowe, służą do wyrobu ozdób .

## Zagrożenia i ochrona
Gatunek nie jest sklasyfikowany na listach IUCN. Zagrożenie dla gatunku stanowić może komercyjna eksploatacja populacji. W związku z dużymi rozmiarami osobników, ich tendencją do tworzenia kolonii oraz wolnym tempem odbudowy populacji może dochodzić łatwo do przeeksploatowania populacji. Brak jednak danych o wielkości połowów tego gatunku. W niektórych rejonach liczebność populacji zmniejszyła się. W związku z tym, oraz potencjalnie dużym znaczeniem ekologicznym – jako drapieżnik ograniczającym liczebność niszczącej korale korony cierniowej, na niektórych obszarach (Filipiny, Fidżi, Queensland (Australia), Polinezja Francuska), wprowadzono ochronę i zakaz połowów tego gatunku.